# Phyto melanocephala
Phyto melanocephala är en tvåvingeart som först beskrevs av Johann Wilhelm Meigen 1824.  Phyto melanocephala ingår i släktet Phyto och familjen gråsuggeflugor. Arten är reproducerande i Sverige. Inga underarter finns listade i Catalogue of Life.